# Rán Flygenring
Rán Flygenring, född 14 oktober 1987 i Trøndelag i Norge, är en isländsk serieskapare, illustratör och författare. Hon tilldelades Nordiska rådets barn- och ungdomslitteraturpris 2023 för bilderboken Vulkanen (originaltitel Eldgos, svensk översättning av Sara Lindberg, på Bokförlaget Opal). På svenska finns ungdomsboken Recept på galenskap av Dita Zipfel med illustrationer av Rán. Övriga böcker som hon har skrivit eller illustrerat finns på isländska, tyska eller engelska.